# Collen Warner
Collen Warner, né le 24 juin 1988 à Denver, Colorado aux États-Unis, est un joueur américain de soccer. Il joue actuellement au poste de milieu défensif.

## Biographie
Jeune joueur très prometteur, il fréquente les meilleures équipes de jeunes du Colorado et fait même un passage au centre de formation de Liverpool FC en 2002 et à celui de l'Atalanta Bergame en 2005. Il rejoint néanmoins le circuit universitaire américain de la NCAA et l'Université de Portland.
Après quatre saisons universitaires au cours desquelles ils évoluent également en championnat amateur avec les équipes de jeunes des Colorado Rapids puis des Timbers de Portland, Warner est repêché à la 15e place de la MLS SuperDraft 2010 par le Real Salt Lake.
Dès son arrivée en MLS, il joue très régulièrement avec le Real Salt Lake. Il est néanmoins prêté durant l'été 2010 pour s'aguerrir en USSF D2 Pro League avant d'être aussitôt rappelé par son équipe.
Il est repêché par l'Impact de Montréal lors des repêchages d'expansion de 2011 et s'impose comme titulaire au sein de l'équipe québécoise.
Le 16 mai 2014, l'Impact l'échange au Toronto FC contre Issey Nakajima-Farran.

## Palmarès
- Championnat canadien (1) :
  - Vainqueur: 2013 avec l'Impact de Montréal

## Statistiques
| Saison                | Club                  | Championnat           | Championnat | Championnat | Coupe(s) nationale(s) | Coupe(s) nationale(s) | Compétition(s) continentale(s) | Compétition(s) continentale(s) | Compétition(s) continentale(s) | Séries | Séries | Total | Total |
| Saison                | Club                  | Division              | M.          | B.          | M.                    | B.                    | Comp.                          | M.                             | B.                             | M.     | B.     | M.    | B.    |
| 2010                  | Real Salt Lake        | MLS                   | 13          | 0           | 3                     | 0                     | LCC                            | 3                              | 1                              | 1      | 0      | 20    | 1     |
| 2011                  | Real Salt Lake        | MLS                   | 24          | 0           | 2                     | 0                     | -                              | -                              | -                              | -      | -      | 26    | 0     |
| 2012                  | Impact de Montréal    | MLS                   | 29          | 0           | 2                     | 0                     | -                              | -                              | -                              | -      | -      | 31    | 0     |
| 2013                  | Impact de Montréal    | MLS                   | 17          | 1           | 4                     | 0                     | LCC                            | 3                              | 0                              | 1      | 0      | 25    | 1     |
| 2014                  | Impact de Montréal    | MLS                   | 9           | 0           | 1                     | 0                     | -                              | -                              | -                              | -      | -      | 10    | 0     |
| 2014                  | Toronto FC            | MLS                   | 20          | 0           | -                     | -                     | -                              | -                              | -                              | -      | -      | 20    | 0     |
| 2015                  | Toronto FC            | MLS                   | 29          | 2           | 2                     | 0                     | -                              | -                              | -                              | 0      | 0      | 31    | 2     |
| 2016                  | Houston Dynamo        | MLS                   | 24          | 0           | 2                     | 0                     | -                              | -                              | -                              | -      | -      | 26    | 0     |
| Total sur la carrière | Total sur la carrière | Total sur la carrière | 165         | 3           | 16                    | 0                     | -                              | 6                              | 1                              | 2      | 0      | 189   | 4     |